# USS Farenholt (DD-332)
USS Farenholt (DD-332) là một tàu khu trục lớp Clemson được Hải quân Hoa Kỳ chế tạo vào cuối Chiến tranh Thế giới thứ nhất. Nó là chiếc tàu chiến đầu tiên của Hải quân Hoa Kỳ được đặt theo tên Chuẩn đô đốc Oscar Farenholt (1845-1920), người tham gia cuộc Nội chiến Hoa Kỳ và Chiến tranh Tây Ban Nha-Hoa Kỳ. Farenholt ngừng hoạt động năm 1930 và bị tháo dỡ năm 1931 nhằm tuân thủ quy định hạn chế vũ trang của Hiệp ước Hải quân London.

## Thiết kế và chế tạo
Farenholt được đặt lườn vào ngày 13 tháng 9 năm 1920 tại xưởng tàu Union Iron Works của hãng Bethlehem Shipbuilding Corporation ở San Francisco, California. Nó được hạ thủy vào ngày 9 tháng 3 năm 1921, được đỡ đầu bởi bà Richard H. Fairweather, và được đưa ra hoạt động vào ngày 10 tháng 5 năm 1921 dưới quyền chỉ huy của Hạm trưởng, Trung tá Hải quân N. W. Post.

## Lịch sử hoạt động
Farenholt thoạt tiên đi đến San Diego, California, cảng nhà của nó vào ngày 28 tháng 5 năm 1921 và gia nhập Hạm đội Thái Bình Dương cho các hoạt động thường lệ thực tập và cơ động dọc theo vùng bờ Tây Hoa Kỳ, trải dài từ khu vực Tây Bắc Thái Bình Dương đến vùng kênh đào Panama. Các cuộc thực tập tác xạ, thực hành ngư lôi, canh phòng máy bay cho các thiết giáp hạm và tàu tuần dương mang theo thủy phi cơ, tập trận hạm đội và thực hành cơ động phối hợp với Lục quân đã giữ nó hầu như ở ngoài biển.
Vào các năm 1924 và 1927, Farenholt băng qua kênh đào Panama tham dự cuộc tập trung hạm đội tại vùng biển Caribe; và trong chuyến đi thứ hai đã đi lên phía Bắc, viếng thăm Norfolk, Virginia và Newport trước khi quay trở về San Diego. Từ tháng 5 đến tháng 8 năm 1925, nó lên đường đi sang quần đảo Hawaii cho cuộc tập trận Vấn đề Hạm đội cùng một cuộc cơ động phối hợp Hải-Lục quân, rồi lên đường cùng với Hạm đội Chiến trận để viếng thăm Pago Pago, Samoa cùng các cảng Australia và New Zealand, quay trở về vùng bờ Tây ngang qua Honolulu. Một lần nữa vào năm 1928, nó đi đến Trân Châu Cảng cho một cuộc tập trận quy mô lớn tại vùng biển Hawaii.
Trong mùa Hè năm 1929, năm phục vụ sau cùng, Farenholt đi dọc theo vùng bờ Tây cùng nhân sự thuộc Hải quân Dự bị để huấn luyện, viếng thăm Victoria, British Columbia cùng các cảng Hoa Kỳ. Nó được cho xuất biên chế vào ngày 20 tháng 2 năm 1930 và rút khỏi danh sách Đăng bạ Hải quân vào ngày 12 tháng 7 năm 1930. Sau khi được tháo dỡ một phần, lườn tàu được bán như sắt vụn vào ngày 10 tháng 6 năm 1931 nhằm tuân thủ quy định cắt giảm vũ khí của Hiệp ước Hải quân London.